# Waynesville (Missouri)
Waynesville è un comune degli Stati Uniti d'America, situato nello Stato del Missouri, nella contea di Pulaski, della quale è il capoluogo.